# Itzig
Itzig är en ort i Luxemburg.   Den ligger i distriktet Luxemburg, i den södra delen av landet, 4 kilometer sydost om huvudstaden Luxemburg. Itzig ligger 282 meter över havet och antalet invånare är 1 836.
Terrängen runt Itzig är huvudsakligen platt, men norrut är den kuperad. Terrängen runt Itzig sluttar söderut.  Runt Itzig är det ganska tätbefolkat, med 86 invånare per kvadratkilometer.. Närmaste större samhälle är Luxemburg, 4,4 kilometer nordväst om Itzig. 
Omgivningarna runt Itzig är en mosaik av jordbruksmark och naturlig växtlighet.